# Zdravstveni dom Ljubljana Vič-Rudnik
Zdravstveni dom Ljubljana Vič-Rudnik je zdravstveni zavod, ki deluje v okviru Zdravstvenega doma Ljubljana. 